# 冷處理
冷處理，又名雪藏、低調處理、淬火效應，是公共關係的手法，相對於廣告、宣傳、推廣、頭條熱賣。為了達到「隱惡揚善」的目的，把自己一方的「好人好事」高調宣傳；把不光彩的作「冷處理」，低調處理，令世人淡忘。

## 冷處理的手法
- 封鎖資料及新聞來源。
- 向法院申請禁制令，禁止新聞媒體在沒有証據之下，炒作新聞。
- 不接受記者等的採訪，不回應相關提問，不表態。
- 用其他自己一方正面新聞，引開公眾的注意力。
- 用其他敵方的負面傳聞，引開公眾的注意力。

## 反對付冷處理
新聞界對付冷處理的手法是，狗仔隊24小時追訪，搜索可信的事實資料來源。

## 冷處理的例子
- 劉曉波獲諾貝爾和平獎時，中國政府禁止國內媒體報導正面資訊，只允許一篇對劉曉波有爭議言論匯總的攻擊性文件傳播；同時禁止北京的學生以任何型式慶祝，以使民眾淡忘事件。
- 2005年中國大陸播出一則麥當勞餐廳的廣告，廣告片中一男子向麥當勞下跪，被指暗喻麥當勞侮辱中國人，迅速引發網民抵制行動，要求麥當勞滾出中國。而事後，當局迅速冷處理，各電視台停止播放此廣告。

## 人際關係上的冷處理
有不少人亦會選擇對攻擊自己的人採取冷處理的方式，例如：對方的行為及言論一律無視、不作任何情緒及行為上的回應、對方提問時繼續手上的工作或跟另一人展開對話等等，務求把對方完全當作透明甚至不在現場。

### 好處
- 能夠令自己免陷入困境
- 當對方感到被無視時可能意興盡失，停止攻擊行為及言論

### 壞處
- 濫用冷處理方式容易令關係破裂，要適當的使用熱處理。
- 容易情緒失控者當被冷處理時可能會作出更進一步的破壞行為 (對方可能會使用武力搏取注意)
- 對方可能會把冷處理的行為當作默許，繼續該行為，從而令問題毫無改善

## 教育上的冷處理
這方式亦會用作教育上，當遇上不受批評、自以為是或飽受眾人目光注視而自滿的學生時，教師一般都大動肝火務求學生能遵從指示，然而此舉方法可能會令學生反擊或是變本加厲洋洋自得，此時可採取冷處理的方式，能令該學生意興盡失。

## 來源
1. ↑  http://www.xinlinet.net/archives/650.html （页面存档备份，存于） 淬火效應

## 外部参考
- 民進黨“冷處理”第二次總統罷免案（页面存档备份，存于） BBC
- 地產商交房没说法，准业主遇“冷处理”。（页面存档备份，存于）
- 用冷處理化解孩子的任性。[]